# 컨도 칼만

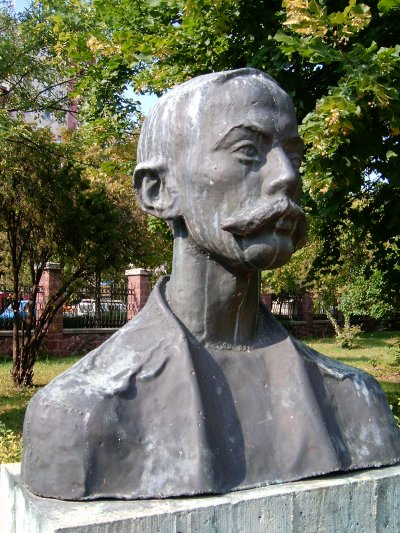
컨도 칼만의 동상

컨도 칼만(헝가리어: Egerfarmosi és Sztregovai Kandó Kálmán, 1869년 7월 10일-1931년 1월 13일)는 헝가리의 공학자이다.

## 교육
1888년부터 1892년까지 부다페스트 공과대학교에서 공부하였고, 기계 공학 학위를 받았다. 이후 오스트리아-헝가리 제국의 해군 지원병을 하였고, 프랑스 피브-릴에서 일하면서 유도 전동기를 개발하였다.

## 전기 철도
1894년 컨도 칼만은 건즈(Ganz)에 입사하여 전기 철도에 대해서 연구하였다. 일반 전력망에서 전기를 끌어올 수 있을 때 전기 철도가 성공할 수 있다고 보고, 전기 기관차를 위한 3상 교류 전동기와 교류 발전기를 개발하였다. 이 때문에 전기 철도의 아버지로 알려져 있다. 회사 부지에 800m 규모의 전기 철도 시험선을 건설하였고, 프랑스 에비앙-르-뱅에 있는 호텔에 3상 교류 노면 전차를 건설하였다.
건즈에서 일하는 동안 자금 문제로 1907년 이탈리아로 이주하여 FS E550을 개발하였다. 아내가 1913년 사망하고, 1914년 제1차 세계 대전이 일어나서 자녀들을 먼저 헝가리로 귀국시킨 다음, 자신은 스위스를 통하여 귀국하였다.

### 이탈리아
1897년 이탈리아의 철도 회사 SF 메리디오날리(S. F. Meridionali)에서 발테리나에 있는 코모 호 주변을 지나는 노선을 전철화하기로 하였을 때, 당시 사용할 수 있는 전기 철도 기술은 컨도 칼만이 개발한 기술이 유일하였다. 그는 3상 교류 노선을 건설하였고, 1902년 9월 4일 첫 전기 철도 노선을 개업하였다.
두 가공 전차선을 통해서 3상 교류 3000V가 가압되었으며, 선로를 통하여 나머지 상을 사용하였다. 분기점에서는 두 전차선이 만나야 했으므로 고전압을 사용할 수 없었다. 3상 2선식 교류 철도는 북부 이탈리아에서 많이 사용되었으며, 현재에는 다른 방식을 사용한다.

### 헝가리

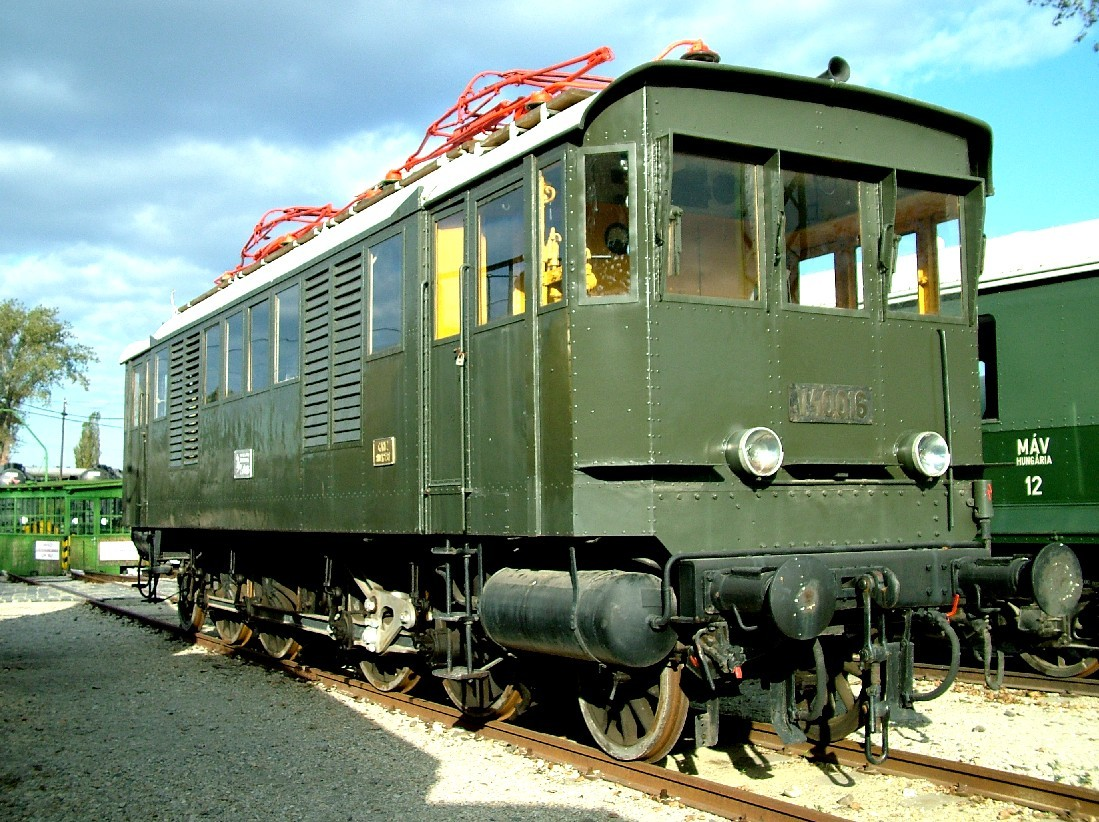
Kandó V40 electric locomotive of MÁV

헝가리로 귀국한 후, 오스트리아-헝가리 국방부에서 석탄 수송을 위한 전기 철도 건설을 자문하였다. 그 때 상용 교류 50Hz를 사용하기 위한 검토를 하였다. 1917년 군에서 소집 해제된 후 건즈의 고위직에 올랐다. 이 때에도 계속 기관차를 설계하였으며, 프랑스와 이탈리아, 오스트리아 등에 보급되었다.
2선 사용에서 생기는 문제를 예방하기 위하여 헝가리를 위한 새로운 시스템을 개발하였다. 당시 반도체가 개발되지 않았기 때문에 컨도가 개발한 V40 기관차는 각종 물리학 및 화학적 장비를 사용하였다. 1922년 건즈에서 퇴사하였고, 미국 웨스팅하우스에 취직하였다. 1923년 부다페스트 뉴거티 역에서 진행된 시험 운행에서 타당성을 확인하였다. 1928년 V50 기관차로 다시 시험 운행을 하였고, 부다페스트-헤졔셜롬 사이를 교류 16kV 50Hz로 전철화하기로 했다. 1932년 첫 구간을 개통하였으나 컨도는 1931년 심근 경색으로 사망하였다.
위상 변환기
단선 단상 교류 16kV 50Hz가 가압되었고, 기관차에서 로터리 위상 변환기를 통하여 3상 교류로 변환되었다. 견인 전동기는 메트로폴리턴 비커스에서 개발하였으며, 지름 3m에 자기극 24개가 4묶음 설치되어 있다. 시속 25, 50, 75, 100km에서 최대 효율을 낼 수 있으며, V60 화물 기관차는 축이 6쌍으로 증가하여 시속 17, 34, 51, 68km에서 최대 효율을 낸다.
속도 제어
액체 가변 저항을 사용하여 속도를 조정하였고, 효율 저하의 원인이 되었다. 전기 열차가 처음으로 운행될 때, 증기 기관차와 같은 선로를 공유해야 했기 때문에 이를 고려하여 시간표를 짰다.
컨도 삼각 구동
기관차의 축으로 동력을 전달하는 데는 전통적인 방식을 사용하였다. 컨도 삼각 구동 방식은 전동기에서 차축으로 힘을 전달하면서 기관차 몸체에는 힘을 가하지 않았고, 이를 사용한 V40 기관차는 증기 기관차에 비해서 궤도 마모가 적었다. V40에 사용된 구동 방식은 증기 기관차에 비하면 복잡하였기 때문에 더 자주 관리해야 했다.
샤프트 구동
컨도 사망 이후 건즈에서는 그의 생각을 기반으로 한 샤프트 구동장치를 개발하였고, 시속 125km 이상으로 운행할 수 있었다. 이를 장착한 V44 기관차는 축중 22톤으로 매우 무거웠다. 1944년 헝가리 공습 당시 기관차가 파괴되었으며, 파괴 당시 16000km 정도 주행하였다.
대차에 달린 전동기
제2차 세계 대전 이후 헝가리에 새로운 공산주의 정부가 들어서고, 냉전이 진행되면서 제작된 V55 기관차에는 대차에 전동기를 부착하였고, 헝가리 국내에서 생산한 부품만을 사용해야 했다. 이 때문에 이중변환 위상 변환기/주파수 변환기에서 신뢰성 문제가 발생하였다. 제2차 세계 대전 이전에 제작된 V40, V60 기관차에는 영국산 전동기가 장착되었다.

### 프랑스
1926년 파리-오를레앙 철도에 사용되는 직류 전기 기관차 2BB2 400을 개발하였다. 이 기관차는 당시 유럽에서 사용되었던 가장 강력한 직류 전기 기관차였다.

### 영국
웨일스 및 런던에서 3상 2선 교류 전기 철도를 사용하려고 시도한 적은 있었으나 실행되지는 못했다.

### 오스트리아
플로리스도르프 차량 공장에서 설계를 의뢰하여 BBÖ 1180, 1470 기관차를 설계하였다. 이 기관차에서 최초로 교류 15kV 16 2/3Hz가 사용되었다.

## 컨도의 유산
1931년 컨도가 사망하였지만 현재 그의 유산은 많이 남아 있다. 많은 전기 철도 차량에서 컨도가 사용하였던 V40 기관차의 3상 교류를 사용하고 있으며, 로터리 컨버터 대신 반도체를 사용하고 있다. 디지털 제어가 보급되면서 최대 효율을 유지하면서 자유로운 속도를 조절할 수 있게 되었다.
컨도가 개발한 차량 중에는 V40, V55, V60 기관차가 남아 있다. 부다페스트의 개방된 공간에 전시되어 있어서 상태는 좋지 못한 편이다. 여러 부분을 보수하고, 현재 사용되는 교류 25kV를 16kV로 강압시켜 주는 장치를 추가로 장착하면 운행할 수 있다.

## 같이 보기
- 전기 철도